# Podčastniški zbor Slovenske vojske
Podčastniški zbor Slovenske vojske (v nadaljevanju PČ zbor SV, angl. SAF NCO Coprs) predstavljajo vsi podčastniki SV.  PČ zbor s svojim organiziranjem in delovanjem skrbi za uresničevanje poslanstva podčastnikov, interese vojakov ter učinkovito delovanje SV. Glede na področje delovanja in opravljanja dolžnosti, se podčastniki uvrščajo v različne karierne stebre (vodstveni, štabni, specialistični).
Vloga sodobnega PČ zbora je ustvarjanje okolja v katerem se njegovi člani počutijo pripadniki vojaškega poklicnega stanu, ki svojo profesionalnost dokazujejo z voditeljstvom, strokovnim znanjem ter etičnim obnašanjem. PČ zbor pripravlja podčastnike na izzive delovanja v rizičnem in negotovem okolju sodobnega vojskovališča, ki zahteva hitre reakcije in kreativnost ter integracijo novih idej. PČ zbor v SV temelji na vrednotah SV (domoljubju, lojalnosti, pogumu, predanosti, časti, tovarištvu), vojaški etiki ter strokovnosti in osebni integriteti svojih pripadnikov in s tem krepi ugled vojaškega poklica v družbenem okolju.
Posebno pomembna vodstvena struktura v okviru sodobnega PČ zbora je podčastniška podporna linija (angl. NCO Support Channel). Podčastniška podporna linija (v nadaljevanju PPL) je način funkcijskega povezovanja med častniki in podčastniki in podpora podčastnikov pri krepitvi delovanja vojaške organizacije ter linije poveljevanja in kontrole (v nadaljevanju PINK). V PPL so vključeni vsi enotovni podčastniki in tudi podčastniki poveljniki. Delovanje podčastnikov v PPL zagotavlja učinkovito vodenje in usmerjanje vojakov in podčastnikov, natančno izvajanje predpisov in aktov poveljevanja, prenos informacij in navodil, uveljavljanje pravil, postopkov in vojaških standardov, usposabljanje ter urjenje posameznikov, skupin in oddelkov, spremljanje in usmerjanje poklicnega razvoja vojakov in podčastnikov, spoštovanje vojaške discipline, kodeksa vojaške etike, nadzor vojaškega obnašanja in osebnega zgleda ter svetovanje nadrejenim v liniji PINK.
Linija PINK je v SV določena s predpisi. PPL jo krepi s ciljem popolnega, kvalitetnega  in učinkovitega izvajanja nalog. Delovanje PPL je organizirano na taktični, operativni in strateški ravni. Delovanje PPL je neprekinjeno, vsak podčastnik izvaja naloge primerno ravni in formacijski dolžnosti, ki jo opravlja. Pogosto se zaradi izmenjave izkušenj, lastnega usposabljanja, dogovarjanja in načrtovanja s področja učinkovitejšega izvajanja usposabljanja in urjenja, doseganje psihofizične kondicije, discipline, izboljšanja delovnih pogojev, motivacije in vzdušja vojakov in podčastnikov, enotovni/glavni podčastniki srečujejo na delovnih sestankih, seminarjih, posvetih  in srečanjih, organiziranih smiselno po enotah in poveljstvih določene ravni. Sestanke sklicujejo pristojni enotovni/glavni podčastniki ob soglasju poveljnika. Tipične oblike delovanja, ki jih uporabljajo podčastniki PPL v svojem delu so: načrtovanje, izvajanje in nadzor usposabljanja posameznikov, informiranje vojakov in podčastnikov, spremljanje, nadzori, obiski in postroji enot ter razvojno svetovanje in mentorstvo.
Glavni in enotovni podčastniki (angl. Command Senior Enlisted Leader & Senior Enlisted Leader), ki delujejo v PPL imajo vodilno vlogo pri uveljavljanju pravil, reda in discipline v enoti ali poveljstvu. Skrbijo za spoštovanje predpisov in ohranjanje standardov. Določajo ukrepe za izboljšanje discipline in vojaškega obnašanja vojaških oseb. Spremljajo delo vojakov in podčastnikov ter zagotavljajo, da ti dosegajo predpisane standarde vojaškega obnašanja, usposobljenosti in izurjenosti (individualne vojaške veščine, psihofizične pripravljenosti) zgleda in medsebojnih odnosov. Spremljajo, predlagajo in usmerjajo poklicni oziroma karierni razvoj ter kadrovsko uporabo vojakov in podčastnikov. Ponujajo možnost pogovora slehernemu vojaku in podčastniku. V primerih kršitve discipline ukrepajo skladno s Pravili službe v SV. Odgovorni so za organizacijo in izvedbo kvalitetnega usposabljanja posameznikov, posadk in skupin. Zagotavljajo neprekinjen proces usposabljanja, oblikujejo sezname veščin posameznika in posadke, ter načrtujejo izvajanje usposabljanja posameznikov, posadk in timov ki podpirajo izvedbo kolektivnih nalog in nalog bistvenih za enoto. V sodelovanju z institucijami vojaškega šolstva uvajajo nova znanja in rešitve v sistemu SV ter sodelujejo pri vseh oblikah vojaško strokovnega izobraževanja in usposabljanja. Posebno vlogo imajo na mednarodnih operacijah in misijah (MOM). Od njih se pričakuje, da delujejo samostojno, da so umirjeni, hladnokrvni in natančni, hkrati pa proaktivni in zbrani – tudi v najhujših trenutkih. Poleg rednih nalog sodelujejo pri organizaciji obiskov in sodelujejo z enotovnimi PČ drugih enot, tudi tujih. Sodelujejo pri organiziranju celostne skrbi pripadnikov (šport, sprostitvene aktivnosti, pomoč pri načrtovanju praznovanj…). Skladno z načrti dela sodelujejo z lokalnimi oblastmi, prisotni so na izvidovanjih, sodelujejo z mediji, obiskujejo vojaške baze, predlagajo potrebno opremo. Neposredno spremljajo pregled ob odhodu skupin, enot na nalogo in ob prihodu v bazo. Občasno spremljajo podrejene pri izvedbi nalog na območju odgovornosti. Na težave reagirajo neposredno in skladno s poveljnikovo namero.